# فندق عمان روتانا
فندق عمّان روتانا هو فندق يقع في حي العبدلي، عمان، الأردن. وهو جزء من مشروع العبدلي. وهو يقع على ارتفاع 188 مترا ويضم 412 غرفة فاخرة و6 مطاعم وصالة رياضية ومنتجعا صحيا وبركة سباحة على الطابق 50.